# Aminata Gueye (volley-ball, 1987)
Pour les articles homonymes, voir Aminata Gueye et Gueye.
Aminata Gueye est une joueuse sénégalaise de volley-ball, née le 29 novembre 1987. Elle joue au poste de passeuse.

## Biographie

### Carrière en club
Aminata Gueye devient une joueuse du club toulonnais du TPM Racing Volley en 2017.
En 2018, elle quitte le club varois en liquidation judiciaire, et rejoint le Terville Florange Olympique Club.

### Carrière en sélection
Elle dispute en 2009 avec l'équipe du Sénégal féminine de volley-ball les éliminatoires du Championnat du monde féminin de volley-ball 2010,. Elle joue ensuite les Jeux africains de 2011 à Maputo, terminant à la cinquième place, et le Championnat d'Afrique féminin de volley-ball 2013 à Nairobi, terminant à la quatrième place.
Elle est sélectionnée pour disputer le Championnat d'Afrique féminin de volley-ball 2017 à Yaoundé, où elle obtient la quatrième place,.